# Guty (powiat giżycki)
Guty (niem. Gutten) – wieś w Polsce położona w województwie warmińsko-mazurskim, w powiecie giżyckim, w gminie Giżycko. Wieś powstała między 1507 a 1513 rokiem. Wynikało to z dokumentu, którym Dietrich von Schlieben, starosta giżycki, potwierdzał pewnemu Gutowi przywilej na osiem włók, kupionych niegdyś za 48 grzywien na prawie magdeburskim. W 1563 roku książę Albrecht wystawił Piotrowi Gutowi, potomkowi założyciela wsi, nowy przywilej, zwalniający go od wszelkich służebności pańszczyźnianych. Według spisu z 17 mają 1939 roku Guty miały 205 mieszkańców. Zajmowały obszar 689 ha. Po niemiecku nazywały się Gutten. W czasie drugiej wojny światowej wieś uległa znacznemu zniszczeniu  i wyludnieniu. W nowych warunkach zmniejszył się jej obszar. Według spisu z 1970 roku miała 45 mieszkańców. Składała się z 8 gospodarstw zajmujących łącznie obszar 89 ha.
W latach 1975–1998 miejscowość należała administracyjnie do województwa suwalskiego.
Zobacz też: Guty, Guty Duże, Guty Małe, Guty Podleśne, Guty Rożyńskie, Guty-Bujno